# Ère Tennan

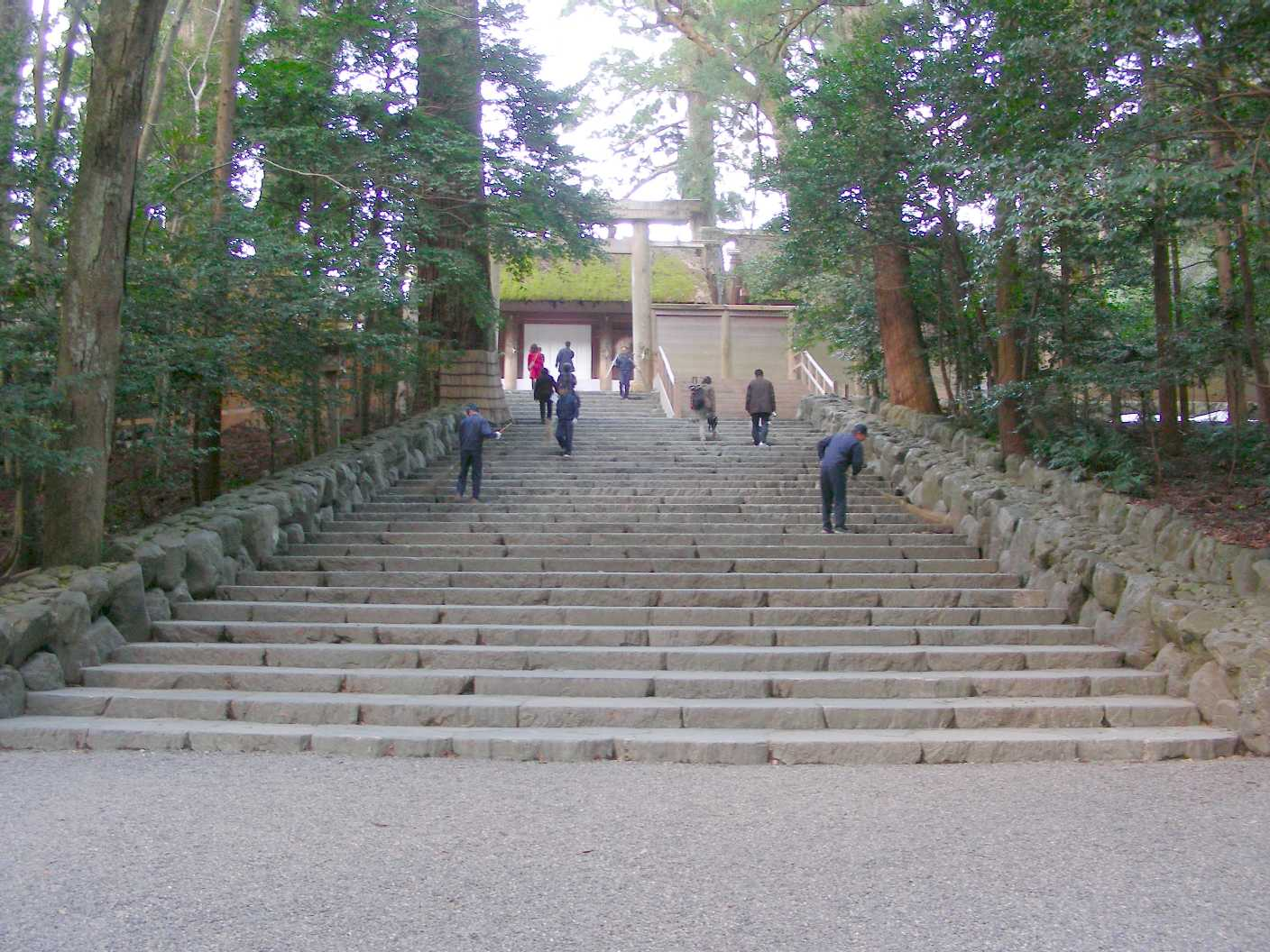
Kōtai-jingū (Naiku) à Ise, préfecture de Mie, Japon où s'est déroulée le 15 décembre 858 la proclamation du début du règne de Seiwa (9 ans), second empereur de l'ère Tennan.

L’ère Ten'an (天安) est une des  ères du Japon (年号, nengō, lit. « nom de l'année ») après l'ère Saikō et avant l'ère Jōgan. Cette ère couvre la période allant du mois de février 857 jusqu'au mois d'avril 859. Les empereurs régnants sont Montoku (文徳天皇) et Seiwa (清和天皇).

## Changement d'ère
- 30 janvier 857 Ten'an gannen (天安元年?) : Le nom de la nouvelle ère est créé pour marquer un événement ou une série d'événements. L'ère précédente se termine là où commence la nouvelle, en Saikō 4, le 21e jour du 2e mois de 857[3].

## Événements de l'ère Tennan
- 27 septembre 858 (Ten'an 2, 27e jour du 8e mois) : L'empereur Montoku meurt durant la 8e année de son règne(文徳天皇8年)[4] et la succession (senso) est reçue par son fils  Korehito-shinnō[4]. Peu après, l'empereur Seiwa accède au trône (sokui)[5],[6].

- 15 décembre 858 (Ten'an 2, 7e jour du 11e mois) : L'annonce officielle de l intronisation de l'empereur à l'âge de 9 ans est accompagnée par la nomination de son grand-père en tant que régent (sesshō). C'est la première fois que ce grand honneur est accordée à un membre de la famille Fujiwara, et c'est aussi la première fois au Japon qu'est intronisé un héritier trop jeune pour être empereur. La proclamation du début du règne de Seiwa est faite au sanctuaire Ise-jingū (Kotai-jingu) à Ise et sur toutes les tombes de la famille impériale[7].

| Ten'an    | 1re | 2e  | 3e  |
| Grégorien | 857 | 858 | 859 |